# کاخ سه‌در
کاخ سه‌در، تالار رایزنی، دروازه شاهان، سه دروازه، سه دری یا کاخ میانی، در میانه کوشک شاهی تخت جمشید جای دارد. این کاخ با سه درگاه و چند راهرو به کاخ‌های دیگر راه می‌یابد و از این رو آن را کاخ میانی یا سه دری نیز می‌خوانند. چون بر پلکان‌های این کاخ، بزرگزادگان پارسی را نقش کرده‌اند که به گونه ای دوستانه و خودمانی، برای دیدار فرمانروا می‌روند و نیز از روی گونه کاربری و جایگاه کاخ، گاهی آن را تالار رایزنی (انجمن) نیز نامیده‌اند. پیشتر ساخت این کاخ را به داریوش بزرگ وابسته می‌دانستند، با این همه نشانه هایی در درست است که پایان آن به فرمان اردشیر یکم انجام گرفته است.
ساختمان کاخ تا اندازه ای چهار گوش است. در میان سازه، تالار میانی چهارگوش به اندازه هر پهلو ۱۵٫۵ متر است که بامش بر چهار ستون سترگ استوار می‌باشد. در دیوار شرقی این تالار، درگاه ورودی و اصلی هست و شاه از اینجا به درون می آمده‌است. دو درگاه دیگر آینه وار در دیوار جنوبی و شمالی جای دارند. درگاه شرقی به اتاقی بزرگ و باریک، موازی با تالاری باز می‌شده‌است که اتاقک کوچکی در جنوب آن و کفش کنی هم اندازه آن، در شمال بوده‌است. از این کفش کن، پلکانی با ده پله هر پله با ۱۰ سانتی‌متر بلندا به درون سرپله‌ای می‌رفته که خود از راه پلکانی ۲۸ پله، هر یکی به بلندای ۱۰ سانتی‌متر، به درون اتاق کوچکی در شمال غربی یا همان بخش پیشکاران شبستان خشایارشا، راه می‌برده‌است و سپس از راه درگاه شرقی این اتاق کوچک، به اتاق دیگری راه می‌یافته که پلکانی سنگی، آن را به دالان جنوبی کاخ صد ستون می‌پیوسته‌است. امروزه اتاق‌های شرقی کاخ سه دروازه از میان رفته و تنها بخشی از پلکان شمال غرب حرمسرا به جا مانده است که این بخش را به حیاط آپادانا پیوند می‌دهد که در سال ۱۳۵۶ خ به دست علیرضا شاپور شهبازی باستان‌شناس ایرانی بازسازی بنیادی شده‌است.
پلکان دالان جنوبی کاخ صد ستون نیز هنوز به جا مانده‌است. درگاه شمالی کاخ سه‌در به ایوان دو ستونی باز می‌شده که با دو پلکان جانبی و نقش و نگاره دار، به گستره جنوبی حیاط آپادانا می پیوسته‌است. در دیوار غربی این ایوان، دهلیزی ساخته بوده‌اند که با چند پله سنگی به پهنه جنوب کاخ آپادانا و خود تالار آپادانا راه داشته‌است. درگاه جنوبی هم به ایوانی دو ستونی باز می‌شده که در  جنوبش یک حیاط خلوت جا داشته‌است. خود این حیاط با پلکان نقشدار کوچکی به یک اتاق سر پله و سپس به حیاط شرقی کاخ خشایارشا، با نام هدیش، چسبیده بوده‌است. ایوان غربی با دو درگاه به اتاق‌های بخش غربی کاخ سه‌در، که دارای چند تالار دو یا چهار ستونی و شماری اتاق بلند و پاسدارخانه مانند بوده، راه می‌یافته‌است. همه کاخ با خیابانی از کاخ ج جدا بوده‌است.